# Karjala Cup 2010
Karjala Cup 2010 se hrál od 11. do 14. listopadu 2010 v Helsinkách. Utkání Česká republika-Švédsko bylo odehráno v Českých Budějovicích.

## Výsledky a tabulka
| Poř. | Tým     | Z | V | VP | PP | P | VG | OG | B |
| ---- | ------- | - | - | -- | -- | - | -- | -- | - |
| 1.   | Finsko  | 3 | 2 | 0  | 0  | 1 | 9  | 2  | 6 |
| 2.   | Rusko   | 3 | 2 | 0  | 0  | 1 | 6  | 4  | 6 |
| 3.   | Švédsko | 3 | 2 | 0  | 0  | 1 | 8  | 9  | 6 |
| 4.   | Česko   | 3 | 0 | 0  | 0  | 3 | 4  | 12 | 0 |

Z = Odehrané zápasy; V = Výhry; VP = Výhry v prodloužení/nájezdech; PP = Prohry v prodloužení/nájezdech; VG = vstřelené góly; OG = obdržené góly; B = Body
 Finsko -  Rusko 0:1 (0:0, 0:0, 0:1) Zpráva
11. listopadu 2010 - Helsinky
- Branka  Finsko: nikdo
- Branka  Rusko: 58. Svitov
- Rozhodčí: Claesson, Sjöberg (SWE) - Saha, Terho (FIN)
- Vyloučení: 3:4 (0:0)
- Diváků: 12 385

Finsko: Vehanen - Puistola, Hietanen, Välivaara, Niskala, Väänänen, Jaakola, Uusitalo, Kukkonen - Peltonen, Kapanen, Aaltonen - Lahti, Immonen, Lehtonen - Laine, Kontiola, Pihlström - Komarov, Lehterä, Petrell.
Rusko: Košečkin - Bělov, Nikulin, Grebeškov, Kornějev, Kuljaš, Guskov, Birijukov - Morozov, Svitov, Mozjakin - Afinogenov, Gorovikov, Saprykin - Pěrežogin, Kurjanov, Popov - Platonov, Kajgorodov, Kňazev.
 Česko -  Švédsko 3:4 (2:1, 0:0, 1:3) Zpráva
11. listopadu 2010 – České Budějovice
- Branky  Česko: 11. Petr Hubáček, 19. Jakub Klepiš, 41. Roman Červenka
- Branky  Rusko: 14. Sjögren, 48. Nilsson, Ekholm, 55. Nordgren
- Rozhodčí: Olenin, Ravodin (RUS) - Bláha, Pešek (CZE)
- Vyloučení: 4:4 (0:1)
- Diváků: 6 421

Česko: Jakub Štěpánek - Petr Gřegořek, Martin Škoula, Filip Novák, Lukáš Krajíček, Ondřej Němec, Petr Čáslava, Tomáš Mojžíš - Jakub Klepiš, Jan Marek, Roman Červenka - Lukáš Kašpar, Jiří Novotný, Petr Hubáček - Marek Kvapil, Josef Vašíček, Martin Růžička - Milan Gulaš, Kamil Kreps, Ivan Rachůnek.
Švédsko: Liv - Magnus Johansson, Ekholm, Rundblad, Erixon, Petrasek, Junland, Fernholm - Jämtin, Sjögren, Thörnberg - Nordgren, Warg, Lindström - Melin, Persson, Axelsson (15. Krüger) - Nilsson, Olausson, Silfverberg.
 Švédsko -  Rusko 3:2 (2:1, 1:1, 0:0) Zpráva
13. listopadu 2010 - Helsinky
- Branky  Švédsko: 3. Nilsson, 20. Nordgren, 29. Melin
- Branky  Rusko: 8. Kuljaš, 28. Popov.
- Rozhodčí: Leppäalho, Partanen - Puolakka, Vikman (FIN)
- Vyloučení: 6:5 (2:0, 0:1)
- Diváků: 6374

Švédsko: Liv - Petrasek, Fernholm, Magnus Johansson, Ekholm, Rundblad, Erixon, Fälth - Melin, Persson, Nilsson - Jämtin, Sjögren, Thörnberg - Nordgren, Warg, Lindström - Olausson, Krüger, Silfverberg - Arlbrandt.
Rusko: M. Birjukov (29. Košečkin) - I. Nikulin, Bělov, Kornějev, Grebeškov, Kuljaš, Jemelin, Guskov, J. Birjukov - Morozov, Svitov, Mozjakin - Afinogenov, Gorovikov, Saprykin - Pěrežogin, Kurjanov, Popov - Platonov, Kajgorodov, Kňazev.
 Finsko -  Česko 5:0 (1:0, 3:0, 1:0) Zpráva
13. listopadu 2010 - Helsinky
- Branky  Finsko: 4. Välivaara, 30. Immonen, 30. Laine, 31. Lahti, 51. Lahti
- Branky  Česko: nikdo
- Rozhodčí: Claesson, Sjöberg (SWE) - Suoraniemi, Sormunen (FIN)
- Vyloučení: 3:1 (0:0)
- Diváků: 12 847

Finsko: Rämö - Hietanen, Puistola, Niskala, Välivaara, Jaakola, Väänänen, Kukkonen, Uusitalo - Aaltonen, N. Kapanen, Peltonen - Lehterä, Immonen, Laine - Pihlström, Kontiola, Lahti - Petrell, Lindgren, Komarov.
Česko: Marek Schwarz (31. Jakub Štěpánek) - Tomáš Mojžíš, Martin Škoula, Filip Novák, Lukáš Krajíček, Ondřej Němec, Petr Čáslava, Martin Lojek - Jakub Klepiš, Kamil Kreps, Roman Červenka - Lukáš Kašpar, Jiří Novotný, Petr Hubáček - Marek Kvapil, Josef Vašíček, Martin Růžička - Lukáš Klimek, Jan Marek, Ivan Rachůnek.
 Česko -  Rusko 1:3 (1:2, 0:0, 0:1) Zpráva
14. listopadu 2010 - Helsinky
- Branky  Česko: 14. Jakub Klepiš
- Branky  Rusko: 9. Pěrežogin, 19. Grebeškov, 41. Kajgorodov.
- Rozhodčí: Rönn, Salonen - Kiilunen, Suominen (FIN)
- Vyloučení: 8:5 (1:2)
- Diváků: 4572.

Česko: Jakub Štěpánek - Ondřej Němec, Martin Škoula, Filip Novák, Petr Čáslava, Martin Lojek, Lukáš Krajíček, Petr Gřegořek, Tomáš Mojžíš - Lukáš Kašpar, Roman Červenka, Jakub Klepiš - Jan Marek, Jiří Novotný, Petr Hubáček - Marek Kvapil, Josef Vašíček, Martin Růžička - Milan Gulaš, Kamil Kreps, Lukáš Klimek.
Rusko: Košečkin - I. Nikulin, Bělov, Kornějev, Grebeškov, Kuljaš, Jemelin, Guskov, J. Birjukov - Morozov, Kajgorodov, Mozjakin - Afinogenov, Gorovikov, Saprykin - Pěrežogin, Kurjanov, Popov - Platonov, Čurilov,
Kňazev.
 Finsko -  Švédsko 4:1 (0:0, 0:1, 4:0) Zpráva
14. listopadu 2010 - Helsinky
- Branky  Finsko: 50. Puistola, 53. Kontiola, 57. Immonen, 60. Peltonen
- Branky  Švédsko: 32. Nilsson
- Rozhodčí: Hribik, Jeřábek (CZE) - Kekäläinen, Terho (FIN)
- Vyloučení: 6:4 (1:0)
- Diváků: 13 006

Finsko: Vehanen - Hietanen, Puistola, Niskala, Välivaara, Jaakola, Väänänen, Kukkonen, Uusitalo - Aaltonen, N. Kapanen, Peltonen - Lehterä, Immonen, Laine - Pihlström, Kontiola, Lahti - Petrell, Lindgren, Komarov.
Švédsko: Larsson - Magnus Johansson, Ekholm, Petrasek, Fernholm, Fälth, Junland, Rundblad, Erixon - Melin, Persson, Nilsson - Lindström, Krüger, Silfverberg - Arlbrandt, Olausson, Thörnberg - Brodin, Sjögren, Warg.

## All-Star-Team
| Útočník | Robert Nilsson Švédsko - Niko Kapanen Finsko - Janne Lahti Finsko |
| Obránce | Magnus Johansson Švédsko - Jyrki Välivaara Finsko                 |
| Brankář | Vasily Košečkin Rusko                                             |